# Din fortid er glemt
Din fortid er glemt er en dansk film fra 1950.
- Manuskript og instruktion Charles Tharnæs.
- Musik af Emil Reesen

Blandt de medvirkende kan nævnes:
- Bodil Kjer
- Ebbe Rode
- Gunnar Lauring
- Ib Schønberg
- Preben Lerdorff Rye
- Else Jarlbak
- Preben Mahrt
- Kai Wilton
- Valsø Holm
- Einar Juhl